# لکلند
لکلند (انگلیسی: Lakland) شرکت تجهیزات موسیقی آمریکایی است، که در سال ۱۹۹۴ تأسیس شد.